# Eridolius ungularis
Eridolius ungularis là một loài tò vò trong họ Ichneumonidae.